# Operacja cenowo-dochodowa
Operacja cenowo-dochodowa – propagandowe określenie z okresu Polskiej Rzeczypospolitej Ludowej, dotyczące jednorazowych, drastycznych podwyżek ustalanych przez państwo cen szerokiego zakresu towarów i usług. Podwyżki te połączone były zwykle z systemem częściowych rekompensat dochodów ludności. Celem operacji była redukcja nawisu inflacyjnego i w efekcie przywrócenie bieżącej równowagi rynkowej.
Operacje cenowo-dochodowe w PRL zazwyczaj prowadziły do wybuchu niepokojów społecznych i w konsekwencji wystąpienia efektu odwrotnego, tj. pogłębienia nierównowagi (np. wskutek zamrożenia cen i równoczesnych podwyżek płac).
Największe operacje cenowo-dochodowe w PRL:
- 1953: wzrost cen – 47,3%; płac – 40,5%
- 1970: podwyżki cen mięsa o 17,6%, mąki o 16,6%, kasz o 23–31%; anulowano 1 marca 1971 pod wpływem masowych protestów w 1970
- 1976: podwyżki cen cukru o 100%, mięsa o 69%, tłuszczów o 50%, drobiu o 30%; rekompensaty od 240 zł (dla najniżej uposażonych) do 600 zł; odstąpiono pod wpływem masowych protestów w 1976
- 1982: wzrost cen żywności – 241%, opału i energii – 171%
- 1988[1]: wzrost cen 60%